# Blepharella laetabilis
Blepharella laetabilis là một loài ruồi trong họ Tachinidae.